# Radiostacja R–173
Radiostacja R–173 – radiostacja UKF (ultrakrótkofalowa), nadawczo-odbiorcza, z modulacja częstotliwości, simpleksowa.

## Charakterystyka
Sposoby pracy
Możliwa jest jednoczesna i niezależna praca:
- dwóch radiostacji R−173 lub radiostacji R−173 i odbiornika R−173P, pracujących z jedna wspólną anteną, przy zastosowaniu bloku filtrów antenowych;
- dwóch radiostacji R−173 lub radiostacji R−173 i odbiornika R−173P, pracujących z antenami indywidualnymi.

Radiostacja przewidziana jest do współpracy z telefonem wewnętrznym lub do bezpośredniej pracy z zestawem laryngofonowym.
| Dane taktyczno-techniczne              | Dane taktyczno-techniczne |
| -------------------------------------- | ------------------------- |
| Zakres                                 | 30 – 75,999 MHz           |
| Odstęp między częstotliwościami        | 1 KHz                     |
| Moc nadajnika                          | nie mniej niż 30 W        |
| Liczba zaprogramowanych częstotliwości | 10                        |
| Prąd pobierany przy nadawaniu          | 9 A                       |
| Prąd pobierany przy odbiorze           | 1,5 A                     |